# Linda Ann Martin
Linda Ann Martin, po mężu McMahon (ur. 12 czerwca 1954 w Deal) – brytyjska florecistka.

## Życiorys
Zdobyła brązowy medal we florecie na mistrzostwach Europy w szermierce w 1983. Uczestniczyła w letnich igrzyskach olimpijskich w 1980, 1984 i 1988 roku.